# Ilha do Taquari
A ilha do Taquari é uma ilha lacustre do estado brasileiro do Rio Grande do Sul. Assenta-se sobre a lagoa Mirim, no município de Santa Vitória do Palmar, situando-se mais próximo da costa uruguaia. Tem aproximadamente 155 hectares e foi formada por acúmulo de sedimentação. A vegetação é arbustiva, como algumas manchas com árvores mais altas e palmeiras.
A ilha é parte da Estação Ecológica do Taim (“Esec do Taim”), que conta com a coordenação do ICMBio, e é coberta de ninhais de aves endêmicas e migratórias, tendo sido anexada ao restante do parque por um decreto de 18 de julho de 2000.